# Bajtava
Bajtava é um município da Eslováquia, situado no distrito de Nové Zámky, na região de Nitra. Tem 9,33 km² de área e sua população em 2018 foi estimada em 401 habitantes.

## Demografia
| Ano:        | 1994 | 2004   | 2014   | 2024   |
| ----------- | ---- | ------ | ------ | ------ |
| Broj ljudi: | 428  | 388    | 405    | 384    |
| Razlika:    |      | -9,34% | +4,38% | -5,18% |

| Ano:               | 2023 | 2024   |
| ------------------ | ---- | ------ |
| Número de pessoas: | 388  | 384    |
| Diferença:         |      | -1,03% |